# Giải bóng đá hạng nhì quốc gia Cộng hòa Síp 1990–91
Giải bóng đá hạng nhì quốc gia Cộng hòa Síp 1990–91 là mùa giải thứ 36 của bóng đá hạng nhì Cộng hòa Síp. Evagoras giành danh hiệu thứ 5.

## Thể thức thi đấu
Có 14 đội tham gia Giải bóng đá hạng nhì quốc gia Cộng hòa Síp 1990–91. Tất cả các đội đều thi đấu 2 trận, một trân sân nhà và một trận sân khách. Đội nhiều điểm nhất sẽ lên ngôi vô địch. Hai đội đầu bảng xuống hạng Giải bóng đá hạng nhất quốc gia Cộng hòa Síp 1991–92. Hai đội cuối bảng xuống hạng Giải bóng đá hạng ba quốc gia Cộng hòa Síp 1991–92.
Đội thứ ba đối mặt với đội thứ 12 của Giải bóng đá hạng nhất quốc gia Cộng hòa Síp 1990–91, trong một trận play-off 2 lượt để tranh một suất ở Giải bóng đá hạng nhất quốc gia Cộng hòa Síp 1991–92. Đội thứ 12 đối mặt với đội thứ ba của Giải bóng đá hạng ba quốc gia Cộng hòa Síp 1990–91, trong một trận play-off 2 lượt để tranh một suất ở Giải bóng đá hạng nhì quốc gia Cộng hòa Síp 1991–92.

### Hệ thống điểm
Các đội bóng nhận được 2 điểm cho một trận thắng, 1 điểm cho một trận hòa và 0 điểm cho một trận thua.

## Thay đổi so với mùa giải trước
Các đội thăng hạng Giải bóng đá hạng nhất quốc gia Cộng hòa Síp 1990–91
- EPA Larnaca
- APEP

Các đội xuống hạng từ Giải bóng đá hạng nhất quốc gia Cộng hòa Síp 1989–90
- Evagoras Paphos
- Ethnikos Achna

Các đội thăng hạng từ Giải bóng đá hạng ba quốc gia Cộng hòa Síp 1989–90
- APEP Pelendriou
- Ermis Aradippou

Các đội xuống hạng Giải bóng đá hạng ba quốc gia Cộng hòa Síp 1990–91
- AEZ Zakakiou
- Keravnos
- Digenis Ipsona

## Bảng xếp hạng
| Vị thứ | Đội                 | St. | T. | H. | B. | BT. | BB. | HS. | Đ. | Ghi chú                                                                  |
| ------ | ------------------- | --- | -- | -- | -- | --- | --- | --- | -- | ------------------------------------------------------------------------ |
| 1      | Evagoras Paphos     | 26  | 15 | 10 | 1  | 43  | 18  | 25  | 40 | Vô địch-thăng hạng Giải bóng đá hạng nhất quốc gia Cộng hòa Síp 1991–92. |
| 2      | Omonia Aradippou    | 26  | 17 | 5  | 4  | 63  | 20  | 43  | 39 | Thăng hạng Giải bóng đá hạng nhất quốc gia Cộng hòa Síp 1991–92.         |
| 3      | Ethnikos Achna      | 26  | 15 | 4  | 7  | 76  | 33  | 43  | 34 | Playoff Thăng hạng.                                                      |
| 4      | Digenis Morphou     | 26  | 10 | 9  | 7  | 37  | 30  | 7   | 29 |                                                                          |
| 5      | Akritas Chlorakas   | 26  | 11 | 5  | 10 | 41  | 35  | 6   | 27 |                                                                          |
| 6      | Anagennisi Deryneia | 26  | 10 | 6  | 10 | 51  | 39  | 12  | 26 |                                                                          |
| 7      | Onisilos Sotira     | 26  | 10 | 6  | 10 | 44  | 45  | -1  | 26 |                                                                          |
| 8      | APEP Pelendriou     | 26  | 7  | 11 | 8  | 45  | 43  | 2   | 25 |                                                                          |
| 9      | Chalkanoras Idaliou | 26  | 11 | 3  | 12 | 51  | 52  | -1  | 25 |                                                                          |
| 10     | Doxa Katokopias     | 26  | 9  | 6  | 11 | 49  | 46  | 3   | 24 |                                                                          |
| 11     | Orfeas Nicosia      | 26  | 8  | 8  | 10 | 45  | 47  | -2  | 24 |                                                                          |
| 12     | Ermis Aradippou     | 26  | 8  | 6  | 12 | 29  | 45  | -16 | 22 | Playoff Xuống hạng.                                                      |
| 13     | Ethnikos Defteras   | 26  | 5  | 7  | 14 | 39  | 75  | -36 | 17 | Xuống hạng 1991–92 Giải bóng đá hạng ba quốc gia Cộng hòa Síp.           |
| 14     | Elpida Xylofagou    | 26  | 2  | 2  | 22 | 20  | 105 | -85 | 6  | Xuống hạng 1991–92 Giải bóng đá hạng ba quốc gia Cộng hòa Síp.           |

Hệ thống điểm: Thắng=2 điểm, Hòa=1 điểm, Thua=0 điểm
Quy tắc xếp hạng: 1) Điểm, 2) Hiệu số, 3) Bàn thắng

## Playoff

### Playoff Thăng hạng
Đội thứ 3, Ethnikos Achna, đối mặt với đội thứ 12 của Giải bóng đá hạng nhất quốc gia Cộng hòa Síp 1990–91, Enosis Neon Paralimni, trong một trận play-off 2 lượt để tranh một suất ở Giải bóng đá hạng nhất quốc gia Cộng hòa Síp 1991–92. Enosis Neon Paralimni thắng cả hai trận và có một suất ở Giải bóng đá hạng nhất quốc gia Cộng hòa Síp 1991–92.
- Enosis Neon Paralimni 4–0 Ethnikos Achna
- Ethnikos Achna 1–3 Enosis Neon Paralimni

### Playoff Xuống hạng
Đội thứ 12, Ermis Aradippou, đối mặt với đội thứ ba của Giải bóng đá hạng ba quốc gia Cộng hòa Síp 1990–91, Apollon Lympion, trong một trận play-off 2 lượt để tranh một suất ở Giải bóng đá hạng nhì quốc gia Cộng hòa Síp 1991–92. Apollon Lympion thắng playoff và có suất ở Giải bóng đá hạng nhì quốc gia Cộng hòa Síp 1991–92.
- Ermis Aradippou 0–1 Apollon Lympion
- Apollon Lympion 1–1 Ermis Aradippou